# Gerfried Nell

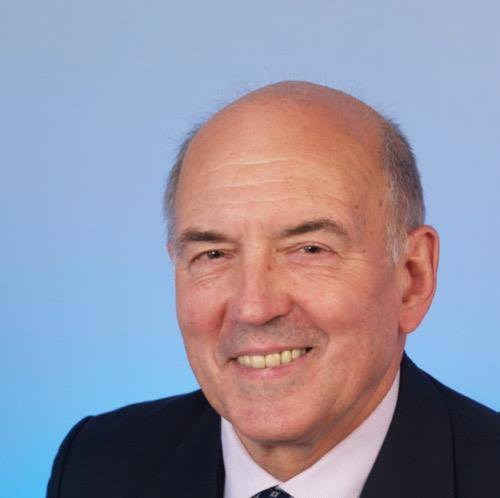
Gerfried Nell

Gerfried Karl Nell (* 3. April 1941 in Wien; † 6. September 2021 in Gmünd (Niederösterreich)) war ein deutsch-österreichischer Arzt, Pharmakologe und Pharmaunternehmer. Von 2002 bis 2004 war er Präsident der österreichischen Gesellschaft für pharmazeutische Medizin (GPMed) und von 2008 bis 2011 Präsident der International Federation of Associations of Pharmaceutical Physicians and Pharmaceutical Medicine (IFAPP).

## Akademische Laufbahn
Nell besuchte das Gmundener Gymnasium und begann das Medizinstudium an der Universität Wien. 1965 wurde er zum Dr. med. promoviert. Bis zu seiner Habilitation („Electrogenetic and electroneutral sodium transport in the rat intestine as analysed by the differential effects of several inhibitors“) 1978 war er am Institut für Pharmakologie und Toxikologie (Leitung: Walter Rummel) an der Universität des Saarlandes in Homburg, danach bis 1984 an der Homburger Universitätsklinik für Interne Medizin (Leitung: Kurt Weinges) tätig.
In weiterer Folge gab er Lehrveranstaltungen an der Universität Wien und später an der Medizinischen Universität Wien.

## Pharmazeutische Industrie
Von 1983 bis 1985 verbrachte er zwei Jahre  als leitender klinischer Forscher bei Eli Lilly in Indianapolis. Nach zwei weiteren Jahren bei Byk Gulden AG (heute: Altana AG) in Konstanz war er ab 1987 Medizinischer Direktor bei Ciba Geigy AG und später (nach der Fusion mit Sandoz AG) der Novartis AG in Wien. Die Gründung der NPC NELL PHARMA CONNECT GmbH (NPC) in Wien, mit Nell als Gesellschafter und Geschäftsführer, erfolgte 2004. Die NPC erbringt pharmazeutische Dienstleistungen und erstellt wissenschaftliche Gutachten. Im Jahr 2007 wurde die Rokitan GmbH mit Nell als Gesellschafter und Geschäftsführer in Wien gegründet, die Medikamente produziert und vertreibt.

## Pharmazeutische Gesellschaften
Von 2002 bis 2004 war er Präsident der österreichischen Gesellschaft für Pharmazeutische Medizin in Österreich (GPMed), in der die Internationalisierung der GPMed vorangetrieben wurde. Die Kooperation innerhalb der pharmazeutischen Medizin wurde intensiviert, insbesondere mit der Deutschen Gesellschaft für pharmazeutische Medizin (DGPharMed) und der Schweizerischen Gesellschaft für pharmazeutische Medizin.
Von 2008 bis 2011 war er Präsident (davor Schatzmeister) der International Federation of Associations of Pharmaceutical Physicians and Pharmaceutical Medicine (IFAPP). In dieser Zeit verfolgte er die Aufnahme von pharmazeutischen Gesellschaften in Asien und Osteuropa in die IFAPP sowie die Hebung von Qualitätsstandards in der pharmazeutischen Medizin.

## Familie
Seine Eltern waren der Banker Karl Nell und dessen Frau Margarethe geb. Simerer. Mit seiner Frau Trudy Louise Nell, geb. Bachmann, die er 1969 heiratete, hatte Nell zwei Söhne und zwei Töchter. 

## Ehrungen
- Ehrenmitglied der GPMed
- Hero of Pharmaceutical Medicine - IFAPP[10]